# Pleurotomella annulata
Pleurotomella annulata é uma espécie de gastrópode do gênero Pleurotomella, pertencente a família Raphitomidae.